# Rozalyn Anderson
Rozalyn (Roz) Anderson – profesor nadzwyczajny na wydziale medycyny i zdrowia publicznego Uniwersytetu Wisconsin w Madison. Prowadzi badania nad starzeniem i skutkami restrykcji kalorycznych u ssaków naczelnych.

## Edukacja
Anderson uzyskała tytuł licencjata na Kolegium Trójcy Świętej w Dublinie, natomiast doktorat z biochemii na University College w Dublinie. W 2000 przeniosła się na Harvard Medical School w Bostonie, Massachusetts, na stypendium podoktoranckie u Davida Sinclaira, gdzie studiowała ograniczanie kaloryczności i próby ograniczenia skutków starzenia się u drożdży. Zaczęła studiować starzenie się ssaków podczas drugiego stypendium podoktoranckiego u Richarda Weindrucha na Uniwersytecie Wisconsin oraz jako asystentka naukowca na National Primate Research Center w Wisconsin. Obecnie jest profesorem nadzwyczajnym na Uniwersytecie Wisconsin przy Katedrze Medycyny w Zakładzie Geriatrii i Gerontologii. Od 2014 Anderson jest również związana z Oddziałem Endokrynologii, Diabetologii i Metabolizmu.

## Badania
W laboratorium Sinclair w Harvard Medical School, Anderson badała regulację długości życia przez ograniczenie kalorii u drożdży, wykazując, że długość życia może zostać przedłużona przez genetyczną manipulację szlakiem metabolicznym NAD+, i że ograniczenie kalorii ujemnie reguluje NAD+.
Anderson pracowała w zespole University of Wisconsin, który wykazał, że ograniczenie kaloryczności ma korzystny wpływ na rezusy, poprawia przeżywalność i zmniejsza zapadalność na choroby takie jak cukrzyca, rak i choroby sercowo-naczyniowe na przestrzeni prawie trzech dekad. Kontynuuje badania nad ograniczeniem kaloryczności, koncentrując się na mięśniu szkieletowym naczelnych, tkance tłuszczowej białej, zapaleniu, dysfunkcji mitochondriów i regulatorach metabolicznych wzrostu nowotworów.
W wywiadzie udzielonym w 2014, w którym omówiono różne wyniki badań National Institute of Aging i University of Wisconsin nad ograniczeniem kaloryczności w diecie rezusów, Anderson zwróciła uwagę, że ze względu na warunki doświadczalne, zarówno grupa kontrolna, jak i doświadczalna były w pewnym stopniu dotknięte ograniczeniem kaloryczności, co wyjaśnia, dlaczego w grupie doświadczalnej nie stwierdzono znaczącej poprawy. Zwraca również uwagę, że te dwa badania są bardziej pouczające ze względu na ich odmienne założenia, niż gdyby zostały przeprowadzone w identyczny sposób.
W 2013 Anderson otrzymała nagrodę Nathan Shock New Investigator Award od Gerontological Society of America.
Anderson jest współredaktorem naczelnym The Journals of Gerontology Series A: Biological Sciences.